# St. Michael (Minnesota)
St. Michael és una població dels Estats Units a l'estat de Minnesota. Segons el cens del 2008 tenia 15.278 habitants.

## Demografia
Segons el cens del 2000, St. Michael tenia 9.099 habitants, 2.926 habitatges, i 2.437 famílies. La densitat de població era de 107,9 habitants per km².
Dels 2.926 habitatges en un 51,8% hi vivien nens de menys de 18 anys, en un 75,2% hi vivien parelles casades, en un 5,5% dones solteres, i en un 16,7% no eren unitats familiars. En l'11,9% dels habitatges hi vivien persones soles el 3,6% de les quals corresponia a persones de 65 anys o més que vivien soles. El nombre mitjà de persones vivint en cada habitatge era de 3,09 i el nombre mitjà de persones que vivien en cada família era de 3,4.
Per edats la població es repartia de la següent manera: un 34,6% tenia menys de 18 anys, un 6,3% entre 18 i 24, un 37,7% entre 25 i 44, un 16% de 45 a 60 i un 5,5% 65 anys o més.
L'edat mediana era de 31 anys. Per cada 100 dones de 18 o més anys hi havia 100,2 homes.
La renda mediana per habitatge era de 69.903$ i la renda mediana per família de 74.236$. Els homes tenien una renda mediana de 46.488$ mentre que les dones 32.402$. La renda per capita de la població era de 24.742$. Entorn de l'1,4% de les famílies i el 2,7% de la població estaven per davall del llindar de pobresa.

## Poblacions més properes
El següent diagrama mostra les poblacions més properes.